# 塞班 (公司)
塞班（英語：Saipem S.p.A.）是一家意大利跨国油田服務公司，成立于1957年，总部设在意大利米兰。它也是世界上最大的油田服务公司之一。
塞班此前一直是意大利石油和天然氣巨头埃尼集团（Eni）的子公司，直到2016年，但现在独立运营，Eni保留了约30%的股份。

## 历史
Saipem的历史与恩里科·马泰（Enrico Mattei）在意大利经济发展中的埃尼管理时代息息相关。20世纪，1950年代初，马泰通过彻底的收购和意大利政府投资重组了意大利的石油工业，以保证意大利在能源方面的自力。
在21世纪，Saipem进行了若干次收购，2002年以10亿美元的价格收购了Bouygues Offshore。2006年Saipem与Snamprogetti合并，Snamprogetti是Eni的子公司，专门设计和执行大型油气生产和运输海上项目。 通过合并，新集团加强了其在西非、中东、中亚和东南亚的地位，并在天然气货币化和重油开采方面获得了巨大的技术能力。
- 2001-2003年，Saipem建造了蓝溪（Blue Stream）的近海段，蓝溪是一条主要的跨黑海天然气管道，将天然气从俄罗斯输送到土耳其。
- 2003-2004年，Saipem建造了连接利比亚和西西里的绿流管道。
- 2006年，Saipem完成了海豚天然气项目的海线，连接了卡塔尔北部油田和阿拉伯联合酋长国以及阿曼。
- 2006-2008年，Saipem公司投入使用Scarabeo 8和Scarabeo 9超深水第六代半潜式钻机，于2011-12年完工。
- 2011年，Saipem完成了北溪1号两条1220公里的天然气海路，这条天然气海路从俄罗斯到德国，是世界上最长的海上天然气管道系统。

- 2013年，Saipem获得价值30亿美元的埃吉纳油田开发合同，该合同位于几内亚湾尼日利亚海岸约150公里处;合同包括工程、采购、制造、安装和预调试52公里的石油生产和注水流线，12个柔性跳线， 20公里天然气出口管道，80公里脐带，以及系泊和卸载系统。[6]

- 2015年2月8日，Saipem赢得了一项18亿美元的合同，在Kashagan油田建造两条95公里长的输油管，连接里海油田和哈萨克斯坦大陆。同年11月，赛鹏完成了澳大利亚Inpex领导的Ichthys液化天然气项目890公里天然气出口近海管道铺设，据说这是南半球最长的海底管道，也是世界第三长的管道。[7]

- 2016年，Eni 出售了 CDP Equity 收购的 Saipem 12.5% 的股份（但保留了 30% 的股份），随后允许 Saipem 放弃旧的 Eni 标志并自行设计，目标是创建一家专注于油田服务的新公司。[8]

- 2019年，Saipem通过与KiteGen的协议进入机载风能或能源风筝系统行业。[9][10]

## 组织

### 总部和办事处
Saipem的总部位于意大利米兰郊区的 San Donato Milanese。
Saipem在60多个国家设有办事处，包括:
亚太及大洋洲
澳大利亚、中国、印度、印度尼西亚、马来西亚、新加坡、泰国。
欧洲
意大利、法国、比利时、克罗地亚、德国、英國、爱尔兰、卢森堡、挪威、荷兰、葡萄牙、西班牙、瑞士、土耳其、波兰、罗马尼亚
美洲
阿根廷、巴西、加拿大、厄瓜多尔、墨西哥、秘鲁、美国、委内瑞拉、苏里南
独联体
阿塞拜疆、哈萨克斯坦、俄罗斯、格鲁吉亚
非洲
阿尔及利亚、安哥拉、喀麦隆、刚果、埃及、加蓬、利比亚、摩洛哥、尼日利亚、苏丹、莫桑比克
中东地区
阿拉伯联合酋长国、沙特阿拉伯、伊朗、阿曼、卡塔尔、伊拉克、科威特

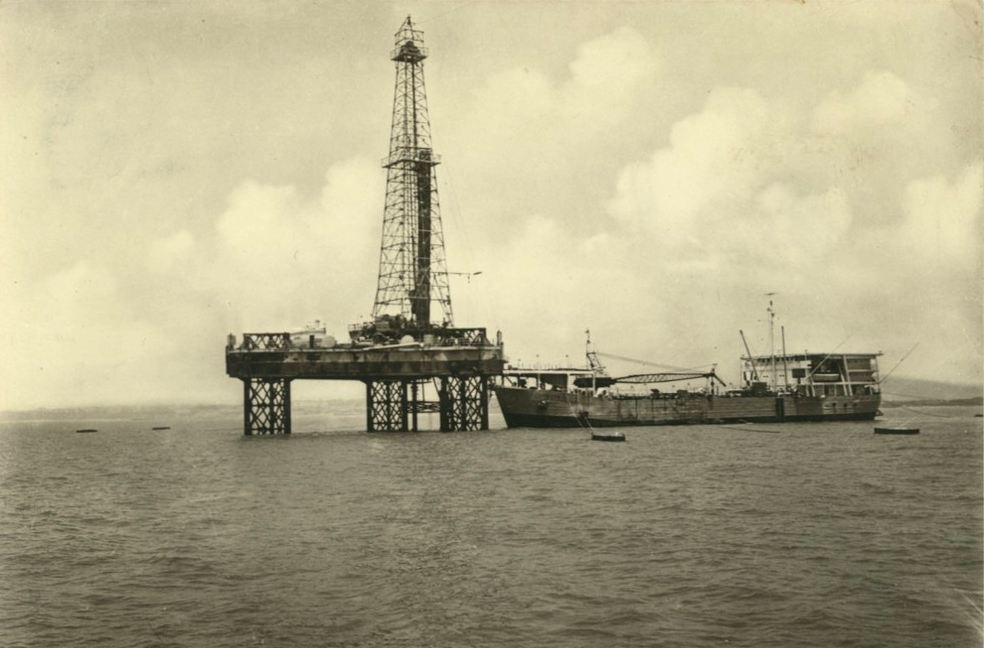
西西里岛海岸的石油钻井平台，1962年

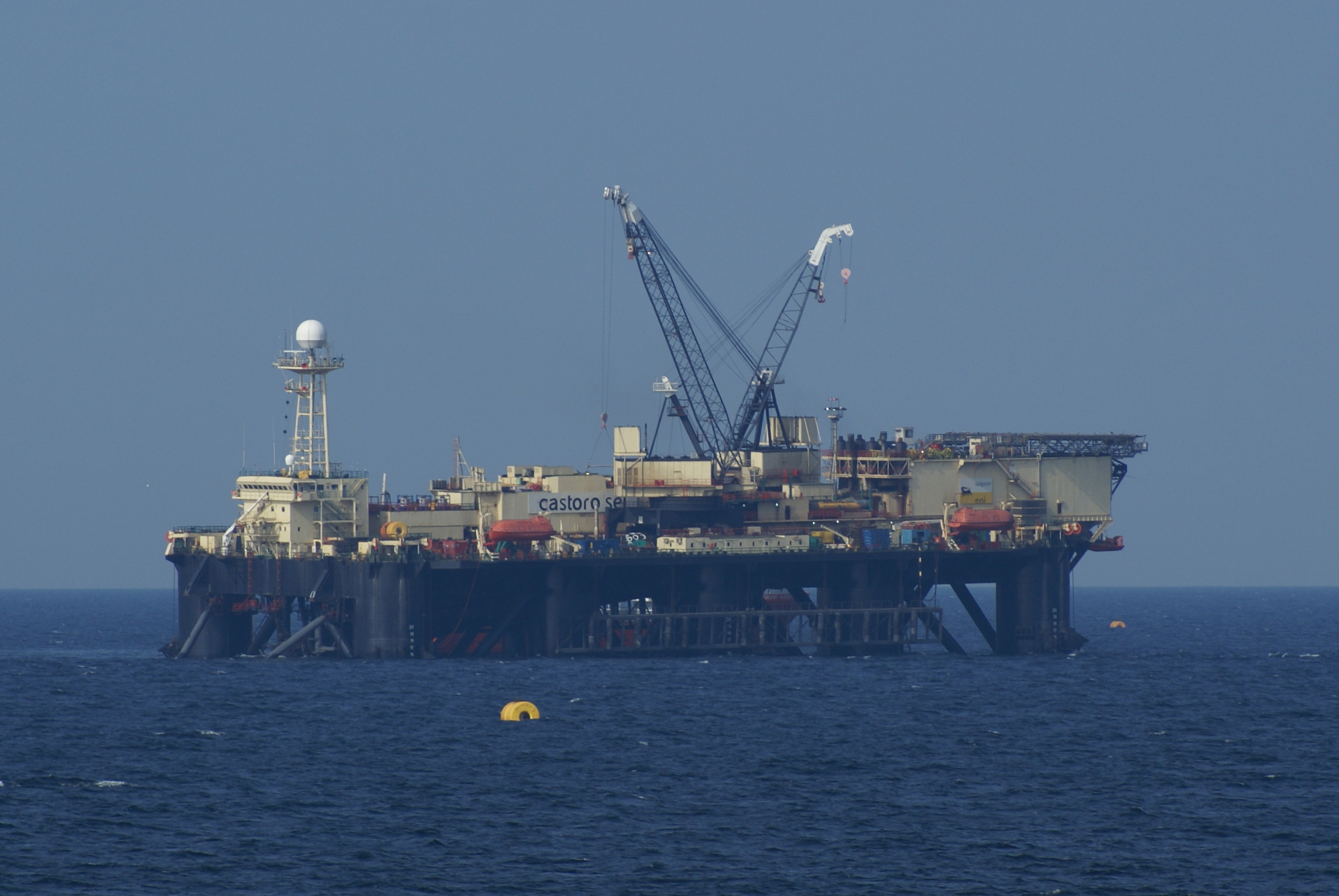
2011年

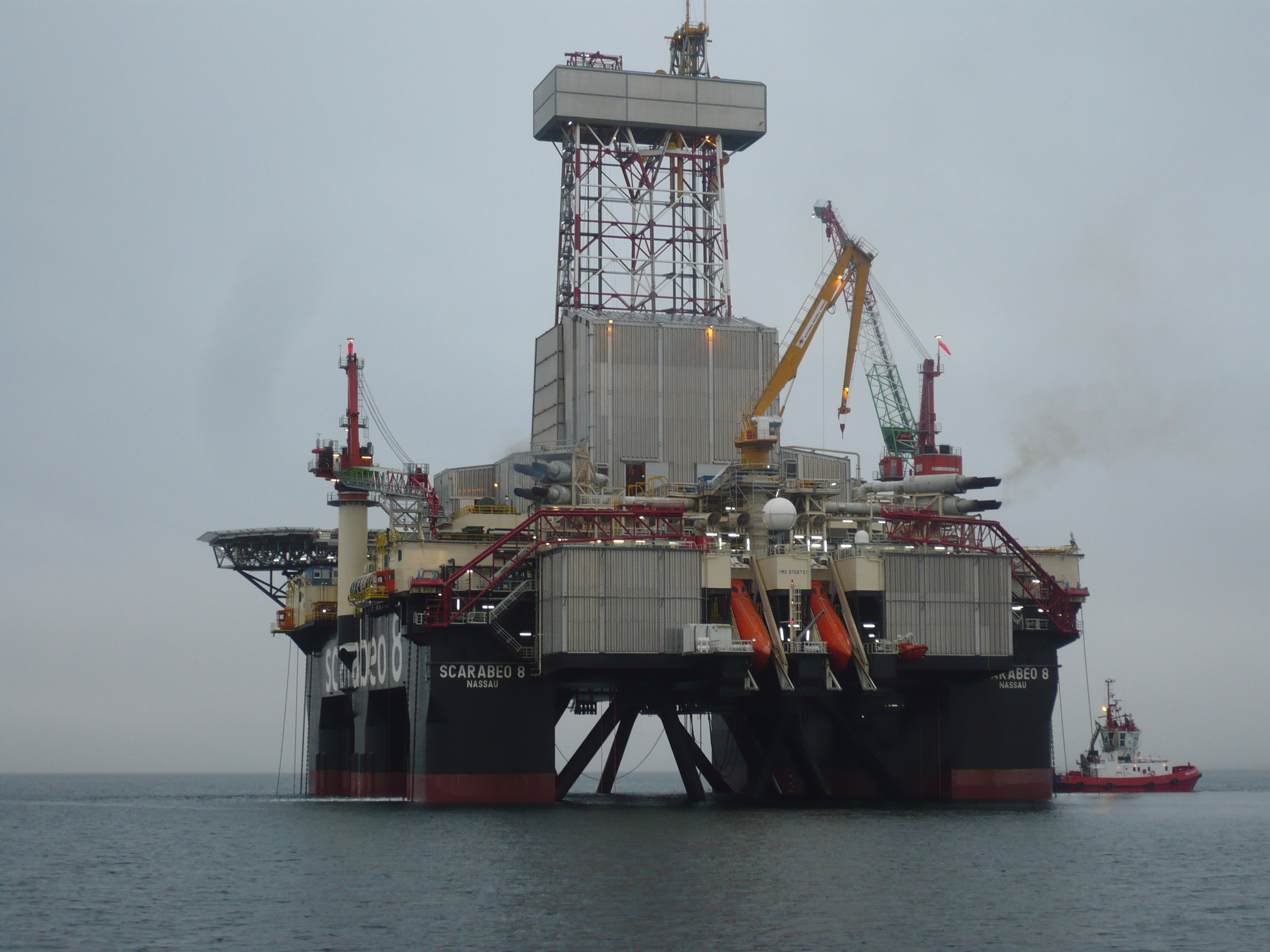
Scarabeo 8，2012年

## 外部連結
- 官方网站